# Cantó de Vallespir-Albera
El cantó de Vallespir-Albera és una divisió administrativa francesa, situada a la Catalunya del Nord, al departament dels Pirineus Orientals, creat pel decret del 26 de febrer de 2014 i que entrà en vigor després de les eleccions municipals de 2015. És el número 17 dels cantons actuals de la Catalunya Nord.

## Composició

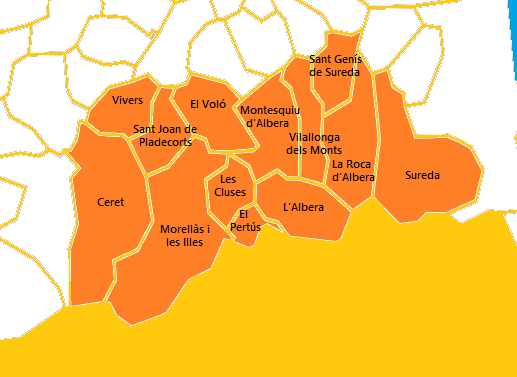
Mapa del Cantó de Vallespir - Albera

- Rosselló:
  - Montesquiu d'Albera
  - La Roca d'Albera
  - Sant Genís de Fontanes
  - Sureda
  - Vilallonga dels Monts
  - Vivers
  - El Voló

- Vallespir:
  - L'Albera
  - Ceret
  - Les Cluses
  - Morellàs i les Illes
  - El Pertús
  - Sant Joan Pla de Corts

## Història
A les eleccions departamentals franceses de 2015 va entrar en vigor una nova redistribució cantonal, definida pel decret de 26 de febrer del 2014, en aplicació de les lleis del 17 de maig del 2013 (loi organique 2013-402 i loi 2013-403). A partir d'aquestes eleccions els consellers departamentals són escollits per escrutini majoritari binominal mixt. Des d'aquestes eleccions els electors de cada cantó escullen dos membres de sexe diferent al consell departamental, nova denominació del consell general, i que es presenten en parella de candidats. Els consellers departamentals són escollits per sis anys en escrutini binominal majoritari a dues voltes; per l'accés a la segona volta cal un 12,5% dels vots inscrits en la primera volta. A més es renoven la totalitat de consellers departamentals. El nou sistema de votació requeria una redistribució dels cantons, i el nombre es va reduir a la meitat arrodonit a la unitat senar superior si el nombre no és sencer senar, així com unes condicions de llindar mínim. Als Pirineus Orientals el nombre de cantons passaria de 31 a 17.
El nou cantó de Vallespir-Alberes és format amb comunes dels antics cantons de Ceret (8 comunes) i d'Argelers (5 comunes). Amb aquesta redistribució administrativa. El territori està situat al districte de Ceret. La seu del cantó és a Ceret.

## Consellers departamentals
Al final de la primera volta de les eleccions departamentals franceses de 2015 hi havia passat tres binomis: Robert Garrabé i Martine Rolland (PS, 34,9%) i Gaële Lehembre i Stéphane Massanell (FN, 29,19%). La taxa de participació fou del 54,59% (13.179 votants sobre 24.140 inscrits) contra el 55,72% a nivell departamental i 50,17% a nivell nacional.
En la segona volta, Robert Garrabé i Martine Rolland (PS) foren elegits amb el 57,58% dels vots emesos i amb una taxa de participació del 57,14% (7.222 vots de 13.793 votants i 22.743 inscrits).